# Göran Boberg (skådespelare)
Karl Göran Herman Boberg, född 7 januari 1942 i Vadstena, död 25 mars 1999 i Hägersten, var en svensk skådespelare. Han utexaminerades från Göteborgs scenskola 1968. Han var sedan engagerad vid Norrköping-Linköping stadsteater 1968-1971. 

## Filmografi
- 1961 – Hällebäcks gård
- 1988 – Råttornas vinter
- 1991 – Goltuppen (TV-serie)
- 1993 – Pariserhjulet
- 1996 – Passageraren
- 1998 – Pip-Larssons (TV-serie)

## Teater

### Roller (ej komplett)
| År   | Roll             | Produktion | Regi                 | Teater                           |
| ---- | ---------------- | --- | -------------------- | -------------------------------- |
| 1963 |                  | Min kära är en ros Bo Sköld                                                                                              | Sten Hedlund         | Riksteatern                      |
| 1968 |                  | ”SOS” eller Sanningen Om Säkerheten Tore Zetterholm                                                                      | Lars Gerhard Norberg | Norrköping-Linköping stadsteater |
| 1968 | Den gamle        | Lycko-Pers resa August Strindberg                                                                                        | Riber Björkman       | Norrköping-Linköping stadsteater |
| 1968 |                  | Mor Courage och hennes barn Bertolt Brecht                                                                               | Torsten Sjöholm      | Norrköping-Linköping stadsteater |
| 1969 | Irwin            | Lille Malcolm och hans kamp mot eunuckerna David Halliwell                                                               | Lars Gerhard Norberg | Norrköping-Linköping stadsteater |
| 1969 |                  | Vem har rätt? Tom Lagerborg och Martha Vestin                                                                            | Riber Björkman       | Norrköping-Linköping stadsteater |
| 1969 |                  | Halva kungariket Allan Edwall                                                                                            | Lars Gerhard Norberg | Norrköping-Linköping stadsteater |
| 1969 |                  | Kalle Perssons första krig Max Lundgren                                                                                  | Riber Björkman       | Norrköping-Linköping stadsteater |
| 1970 |                  | Wermlännigarne Fredrik August Dahlgren och Andreas Randel                                                                | Bertil Norström      | Norrköping-Linköping stadsteater |
| 1970 | Kronprins Ludvig | Kung Johan Friedrich Dürrenmatt                                                                                          | Lars Gerhard Norberg | Norrköping-Linköping stadsteater |
| 1970 | Tjuven           | Bättre en tjuv i huset än en fnurra på tråden Dario Fo                                                                   | Torsten Sjöholm      | Norrköping-Linköping stadsteater |
| 1970 | Bernardo         | Venetianskan Okänd medeltidsförfattare                                                                                   | Hans Elfvin          | Norrköping-Linköping stadsteater |
| 1970 | Federzoni        | Galilei Bertolt Brecht                                                                                                   | Torsten Sjöholm      | Norrköping-Linköping stadsteater |
| 1970 | Peter Kvitten    | En midsommarnattsdröm William Shakespeare                                                                                | Torsten Sjöholm      | Norrköping-Linköping stadsteater |
| 1971 |                  | Tretton-Fjorton-Femton, en tonårskabaré Christina Andersson, Bengt Ahlfors, Johan Bargum, Henri Kapulainen, Nena Stenius | Riber Björkman       | Norrköping-Linköping stadsteater |
| 1990 | Herr Capulet     | Romeo och Juliet (The Tragedy of Romeo and Juliet) William Shakespeare                                                   | Finn Poulsen         | Unga Riks                        |